# 九龍巴士296C線
九龍巴士296C線是香港一條來往尚德和長沙灣（海盈邨）的巴士路線，每日清晨至午夜為來往尚德邨、觀塘、九龍城、旺角等地的乘客提供服務。
九龍巴士296P線，為296C線的特別班次，只於星期一至五繁忙時間來往尚德及荔枝角站，途經九龍灣商貿區、旺角，不經觀塘。

## 歷史
尚德邨於1998年落成入伙，且人口密度非常高，居民主要從九龍東遷入。周遭當時仍是一片荒蕪的新填地，公共交通就只有一條來往觀塘區的巴士路線296A線，隨著邨內更多單位陸續入伙，該線需求亦超出負荷。
為解決來往九龍市區的極高需求，巴士公司計劃開辦一條來往鑽石山地鐵站的巴士路線296B線。不過，經乘客調查後發現，使用296A線的乘客當中，有超過40%乘客的目的地是九龍西，比來往九龍中高約一成。有見及此，九巴把原於路線發展計劃建議的296B線永久擱置，改為開辦來往深水埗的路線，本線因而誕生。
本線開辦後，的確能夠分流296A線的乘客，且途經觀塘道來往九龍西和尚德邨，觀塘區的乘客亦能間接受惠。行車路線和車站位置跟一般途經觀塘道的巴士路線略有不同，如來回程取道觀塘站下方的隧道和牛頭角站對面的天橋；一些功能相近的車站亦不需停靠，如往深水埗方向的駿業里和德福花園站，以及往尚德方向的創紀之城站等，減少與其他路線等候停靠的時間，從而加快行車速度。近年觀塘道沿線商廈增加，而40號線也改行龍翔道，296C成為了觀塘至深水埗的唯一路線，觀塘客量存在增長，所以現在的296C基本上多了觀塘、旺角與深水埗之間特快線的角色。巴士公司落實車隊空調化，尚德邨成為將軍澳新市鎮首個沒有非空調巴士服務的社區，乘客可用低廉的價錢，得到舒適的旅程。
當港鐵將軍澳綫於2002年8月通車時，運輸署曾建議取消本路線，併入新巴796C線，但因受到西貢區議會反對而被擱置。
此外，本線與另一條編號相近、來往觀塘碼頭和天水圍市中心的269C線同樣駛經觀塘道，主要用車亦大致相同，由於兩線西行方向的目的地相距甚遠，在觀塘道的車站編排需盡量避免乘客混淆，只有牛頭角下邨站因地方太小而被編在同一位置。

## 年表
- 1999年3月26日：本線開辦，初時以「半特快」形式運作，介乎於牛頭角定富街與觀塘遊樂場之間一段觀塘道不設車站，與296A線分工。
- 2003年1月23日：往深水埗方向加設創紀之城站，而往尚德方向則於觀塘市中心加設分站，唯行車路線不變。
- 2015年3月21日：增設到站時間預報。[8]
- 2016年1月4日：本線來回方向更改行車路線如下[9][10]：
  - 往深水埗方向，於抵達太子道東後，改經九龍城天橋、亞皆老街、亞皆老街天橋後返回亞皆老街原有路線，取消富豪東方酒店、亞皆老街球場、九龍醫院及怡安閣分站。
  - 往尚德方向，於抵達亞皆老街後，改經亞皆老街天橋、亞皆老街、九龍城天橋後返回太子道東原有路線，取消亞皆老街中電、九龍醫院及亞皆老街球場分站，新增播道醫院分站。
- 2016年10月6日：因深水埗（東京街西）巴士總站關閉，總站遷往長沙灣（深旺道）巴士總站。
- 2017年7月18日：因應清拆橫跨太子道東的K9高架道路，296C線往尚德方向的采頤花園站臨時併入景泰街站。
- 2017年10月30日：296P線開辦[11]。
- 2019年3月1日：因應太子道東近景泰苑進行道路工程，296C線往尚德方向再臨時重設近彩虹邨的「采頤花園」站；296P線往尚德方向景泰街站則臨時遷至近彩虹邨的「采頤花園」站。[12][13]
- 2019年3月24日：總站由深旺道延長至海盈邨[14][15]。
- 2020年10月2日：往將軍澳方向加停將軍澳隧道巴士轉乘站，並增設八達通轉乘優惠。[16]
- 2021年3月8日：296P線延長至荔枝角站，並改為雙向運作。[17]
- 2021年5月1日：往九龍方向加停將軍澳隧道巴士轉乘站，並增設八達通轉乘優惠。[18]
- 2021年7月1日：往尚德方向「采頤花園」站移至四美街與太子道東交界的原位置。[19]
- 2021年8月30日：296C線海盈邨開頭班車提早至06:40。[20]
- 2023年4月17日：296C線星期一至五海盈邨開頭班車時間提早至06:20。[21]
- 2024年12月1日：296C線往尚德方向增停興華街西「興華街西（巴士廠）」站。
- 2025年5月25日：296C線往海盈邨方向增停興華街西「興華街西(巴士廠)」巴士站。[22]

## 服務時間及班次
296C
| 尚德開           | 尚德開              | 尚德開              | 長沙灣（海盈邨）開 | 長沙灣（海盈邨）開 | 長沙灣（海盈邨）開 |
| 日期             | 服務時間            | 班次（分鐘）        | 日期               | 服務時間           | 班次（分鐘）       |
| ---------------- | ------------------- | ------------------- | ------------------ | ------------------ | ------------------ |
| 星期一至五       | 05:50、06:10、06:25 | 05:50、06:10、06:25 | 星期一至五         | 06:20-07:20        | 20                 |
| 星期一至五       | 06:45-07:30         | 15                  | 星期一至五         | 07:35-08:35        | 20                 |
| 星期一至五       | 07:30-15:50         | 20                  | 星期一至五         | 08:50              | 08:50              |
| 星期一至五       | 15:50-16:35         | 15                  | 星期一至五         | 09:10-17:10        | 20                 |
| 星期一至五       | 16:35-21:55         | 20                  | 星期一至五         | 17:25              | 17:25              |
| 星期一至五       | 22:20、22:50、23:20 | 22:20、22:50、23:20 | 星期一至五         | 17:40-22:00        | 20                 |
|                  |                     |                     | 星期一至五         | 22:00-22:50        | 25                 |
| 22:50-00:20      | 30                  |                     | 星期一至五         |                    |                    |
| 星期六           | 05:50-06:50         | 20                  | 星期六             | 06:40-17:20        | 20                 |
| 星期六           | 07:05               | 07:05               | 星期六             | 17:35              | 17:35              |
| 星期六           | 07:20-08:30         | 15/20               | 星期六             | 17:55-19:15        | 20                 |
| 星期六           | 08:30-17:50         | 20                  | 星期六             | 19:30              | 19:30              |
| 星期六           | 18:05、18:25、18:45 | 18:05、18:25、18:45 | 星期六             | 19:50-22:30        | 20                 |
| 星期六           | 19:00-21:00         | 20                  | 星期六             | 22:30-23:20        | 25                 |
| 星期六           | 21:00-21:50         | 25                  | 星期六             | 23:20-00:20        | 30                 |
| 星期六           | 21:50-23:20         | 30                  |                    |                    |                    |
| 星期日及公眾假期 | 05:50-21:30         | 20                  | 星期日及公眾假期   | 06:40-14:20        | 20                 |
| 星期日及公眾假期 | 21:30-22:20         | 25                  | 星期日及公眾假期   | 14:20-15:30        | 15/20              |
| 星期日及公眾假期 | 22:20-23:20         | 30                  | 星期日及公眾假期   | 15:45              | 15:45              |
|                  |                     |                     | 星期日及公眾假期   | 16:00-18:00        | 20                 |
| 18:15            |                     |                     | 星期日及公眾假期   |                    |                    |
| 18:35-21:55      | 20                  |                     | 星期日及公眾假期   |                    |                    |
| 21:55-22:20      | 25                  |                     | 星期日及公眾假期   |                    |                    |
| 22:20-00:20      | 30                  |                     | 星期日及公眾假期   |                    |                    |

296P
- 星期一至五：
  - 尚德開：07:45
  - 荔枝角站開：17:45

星期六、日及公眾假期不設服務。

## 收費
| 路線 | 全程收費 | 分段收費                                                                            |
| ---- | -------- | ----------------------------------------------------------------------------------- |
| 296C | $9.6     | - 將軍澳隧道轉車站往長沙灣（海盈邨）／九龍灣站往尚德：$8.2 - 觀塘市中心往尚德：$5.8 |
| 296P | $9.6     | - 麗晶花園往荔枝角站：$8.2 - 將軍澳隧道轉車站往尚德：$5.8                           |

| - 本線設有12歲以下小童及65歲或以上長者半價優惠。 - 65歲或以上香港居民使用「樂悠咭」，以及12歲以下合資格殘疾兒童使用「殘疾人士身份」個人八達通繳付車資，均可享有每程$2.0或半價（以較低者為準）的票價優惠；12至64歲合資格殘疾人士使用「殘疾人士身份」個人八達通（包括「樂悠咭」），以及60至64歲香港居民使用「樂悠咭」繳付車資，均可享有每程$2.0或全費（以較低者為準）的票價優惠。 - 65歲或以上長者如使用長者或一般個人八達通繳付車資，則只可享有半價優惠；12至64歲合資格殘疾人士如不使用「殘疾人士身份」個人八達通，以及60至64歲人士如不使用「樂悠咭」繳付車資，必須繳付全費。 - 乘客可以現金或八達通於上車時付款，不設找續。 - 每位成人乘客可免費攜帶最多兩名4歲以下而不佔座位的兒童乘客乘車，超額之4歲以下小童必須繳付小童車費乘車。 - 持有「九巴月票」之乘客在車票有效期內，每日可享最多10程任何九龍巴士及龍運巴士路線（包括本路線，以及聯營路線的九龍巴士／龍運巴士提供的班次；惟乘搭機場「A」及「NA」線則可享原價二七折優惠（不會計算每天10次合資格車程））；而B1線則每日可享最多各2程（不會計算每天10次合資格車程）。 - 九龍巴士、城巴、龍運巴士及陽光巴士全職員工及家屬（不包括外判職員）可免費乘搭本路線，惟必須拍職員或職員家屬八達通。 - 乘客亦可透過多元化電子支付系統（e度嘟）繳付車資，包括使用非接觸式VISA卡、JCB卡、萬事達卡、銀聯卡、美國運通、大來國際、Discover Card、Apple Pay、Google Pay、Samsung Pay、AlipayHK「易乘碼」、支付寶、WeChatHK／微信支付「搭車碼」、銀聯雲閃付「乘車碼」及BOC Pay「乘車碼」。乘客使用此付款方式，使用此支付方式的乘客可享有中途下車之分段收費，以及與其他九巴／龍運獨營路線或聯營線九巴／龍運班次之轉乘優惠，惟不適用於與非九巴／龍運路線之轉乘優惠，亦不能享有「公共交通費用補貼計劃」及「長者及合資格殘疾人士公共交通票價優惠計劃」。 |

### 八達通轉乘優惠
乘客於2.5小時內，先後以同一張八達通卡繳付本線及91M／91P／296M／298E線車資，次程可獲扣減$4.2，若次程車資相等或低於該金額，則可獲豁免車資。

## 使用車輛

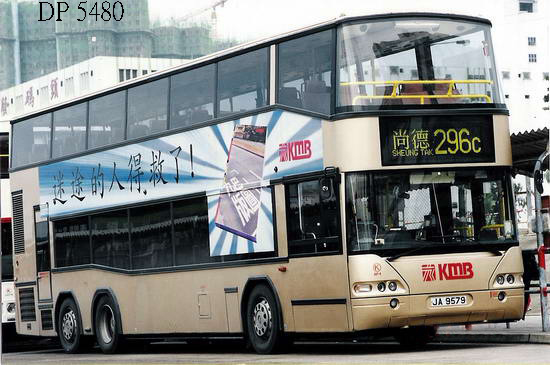
1999年的Neoplan Centroliner，是本線開辦初期的招牌車款

本線開辦初期，因為德國品牌Neoplan Centroliner（AP）尚未出牌，所以暫時採用剛由龍運巴士回流的1997年富豪奧林比安12米（3AV339-348）。直至1999年8月1日，Neoplan Centroliner（AP1-AP20）正式行駛本線，本線成為首2條採用該品牌的香港專利巴士路線之一(另一條則為來往天水圍至觀塘的269C)，九巴當時更特別宣傳該款巴士將行走本路線。此外另一款擁有超低地台的富豪超級奧林比安12米（3ASV）為主要用車。
本線部份用車會在每日特定時間，被調派到如296A、601P及N691線行走，每天亦有來自601線的亞歷山大丹尼士Enviro 500 MMC12米（ATENU）為本線服務。
現時，本線使用10輛亞歷山大丹尼士Enviro 500 MMC 12米（ATENU）及1輛Enviro500 12米（ATEE）雙層空調巴士，均屬將軍澳車廠。
| 車隊編號  | 車牌   |
| --------- | ------ |
| ATEE31    | PY6433 |
| ATENU310  | SU7768 |
| ATENU324  | SW5910 |
| ATENU325  | SW6025 |
| ATENU426  | TE6523 |
| ATENU513  | TK3061 |
| ATENU566  | TL8464 |
| ATENU601  | TM8255 |
| ATENU634  | TN6154 |
| ATENU719  | TR5585 |
| ATENU1157 | UJ 709 |

## 行車路線
296C
尚德開經：尚德邨通道、唐明街、寶順路、將軍澳隧道公路、將軍澳隧道、將軍澳道、茶果嶺道、鯉魚門道、觀塘道、觀塘道下通道、觀塘道、觀塘道天橋、觀塘道、太子道東、九龍城天橋、亞皆老街、亞皆老街天橋、亞皆老街、彌敦道、長沙灣道、東京街、東京街西、深旺道、興華街西（南行）、迴旋處、興華街西（北行）、興華街西（南行）及荔盈街。
長沙灣（海盈邨）開經：荔盈街、興華街西（南行）、迴旋處、興華街西（北行）、深旺道、東京街西、東京街、荔枝角道、彌敦道、旺角道、洗衣街、亞皆老街、亞皆老街天橋、亞皆老街、九龍城天橋、太子道東、觀塘道、觀塘道天橋、觀塘道、觀塘道下通道、觀塘道、鯉魚門道、將軍澳道、將軍澳隧道、將軍澳隧道公路、寶順路、唐明街及尚德邨通道。
296C線之具體停站請參考資訊框
296P
尚德開經：尚德邨通道、唐明街、寶順路、將軍澳隧道公路、將軍澳隧道、將軍澳道、觀塘繞道、宏照道、啟祥道、偉業街、觀塘道、太子道東、九龍城天橋、太子道西、砵蘭街、汝州街、欽州街及長沙灣道。
荔枝角站開經：長沙灣道、彌敦道、旺角道、洗衣街、亞皆老街、亞皆老街天橋、亞皆老街、九龍城天橋、太子道東、觀塘道、偉業街、啟祥道、宏照道、常悅道、常怡道、宏照道、觀塘繞道、將軍澳道、將軍澳隧道、將軍澳隧道公路、寶順路、唐明街及尚德邨通道。
296P線之具體停站請參考資訊框

## 服務狀況
本線是尚德邨和唐明苑居民來往觀塘市中心、九龍灣、九龍城、旺角和深水埗等九龍市區的主要交通工具之一，因其能夠深入九龍心臟地帶，行車時間一般情況下，由尚德前往旺角只需約30分鐘，過往來往深水埗的新巴796C線繞經調景嶺，296C在2016年後改為取道亞皆老街天橋及九龍城天橋，使整體行車時間平均縮短5-10分鐘，變成與796C線行車時間相若，故成功吸引乘客回流，延長至西九龍新區服務前796C的範圍，亦讓西九龍新區乘客提供全日往返九龍東的服務。此路線與793有着明顯分工，前者主要服務尚德、觀塘道來往長沙灣、西九龍新區的乘客，而後者主要服務將軍澳南、調景嶺來往九龍城、青山道、蘇屋的乘客。自從796C線改組成繞經九龍灣商貿區的793線後，本線定線較793直接，讓一部分客源回流。

## 資料來源
- 《二十世紀新界（東）區巴士路線發展史》，ISBN 9789628414642，145-146頁

1. ↑  此站位於荔枝角道
2. ↑  此站位於長沙灣道
3. 1 2  . 九龍巴士（一九三三）有限公司.   [2023-07-09]. （原始内容存档于2023-06-25） （中文（香港））.
4. ↑  此站位於彌敦道
5. ↑  此站位於太子道西
6. 1 2  . 九龍巴士（一九三三）有限公司.   [2023-07-09]. （原始内容存档于2023-06-25） （中文（香港））.
7. ↑  《將軍澳地鐵支線通車後交通服務發展計劃》，運輸署，2002年7月
8. ↑  〈http://www.kmb.hk/tc/news/press/archives/news201503192212.html （页面存档备份，存于） 九龍巴士（一九三三）有限公司，100條九巴及龍運路線增設巴士到站時間預報系統〉［新聞稿］，2015年3月21日。
9. ↑  .   [2015-12-30]. （原始内容存档于2019-11-11）. （页面存档备份，存于）
10. ↑   (PDF).   [2015-12-30]. （原始内容存档 (PDF)于2015-12-30）. （页面存档备份，存于）
11. ↑  香港特別行政區政府運輸署，〈九巴第296P號線(尚德 – 旺角(循環線))投入服務 （页面存档备份，存于）〉［交通通告］，2017年10月25日。
12. ↑  .   [2019-08-28]. （原始内容存档于2020-12-07）. （页面存档备份，存于）
13. ↑   (PDF).   [2019-08-28]. （原始内容存档 (PDF)于2020-11-20）. （页面存档备份，存于）
14. ↑   (PDF).   [2019-03-21]. （原始内容 (PDF)存档于2021-04-11）. （页面存档备份，存于）
15. ↑  .   [2019-03-22]. （原始内容存档于2019-03-22）. （页面存档备份，存于）
16. ↑  九龍巴士（一九三三）有限公司，〈九巴9條路線經將軍澳隧道轉車站 開辦全新98康城專線 （页面存档备份，存于）〉［新聞稿］，2020年9月23日。
17. ↑   (PDF).   [2021-03-04]. （原始内容 (PDF)存档于2021-03-06）. （页面存档备份，存于）
18. ↑  九龍巴士（一九三三）有限公司，〈將軍澳隧道轉車站（往九龍方向）啟用 九巴14條路線設站及新增轉乘優惠 （页面存档备份，存于）〉［新聞稿］，2021年4月21日。
19. ↑   (PDF).   [2021-06-29]. （原始内容 (PDF)存档于2021-06-29）. （页面存档备份，存于）
20. ↑   (PDF).   [2021-08-25]. （原始内容 (PDF)存档于2021-08-25）. （页面存档备份，存于）
21. ↑   (PDF).   [2021-08-25]. （原始内容 (PDF)存档于2021-08-25）. （页面存档备份，存于）
22. ↑  296C 加停興華街西巴士站https://search.kmb.hk/KMBWebSite/AnnouncementPicture.ashx?url=1747982921_5325_0.pdf
23. ↑  .   [2019-03-14]. （原始内容存档于2010-12-12）. （页面存档备份，存于）

- 681巴士總站－九巴296C線 （页面存档备份，存于）
- i-busnet－九巴296C線 （页面存档备份，存于）
- 郭炳華. . 香港: 80M巴士專門店. 2010年. ISBN 962-8686-95-X.

## 外部連結
- 九巴296C線官方網站路線資料 （页面存档备份，存于）